# Ismerettár
Az Ismerettár, alcímén Nélkülözhetlen segédkönyv, mely a történelem, természet s egyéb tudományok és művészet köréből lehetőleg minél több érdekes tárgyat és egyéniséget betűsorozatos rendben megismertet egy 19. század közepén megjelent magyar lexikon.

## Jellemzői

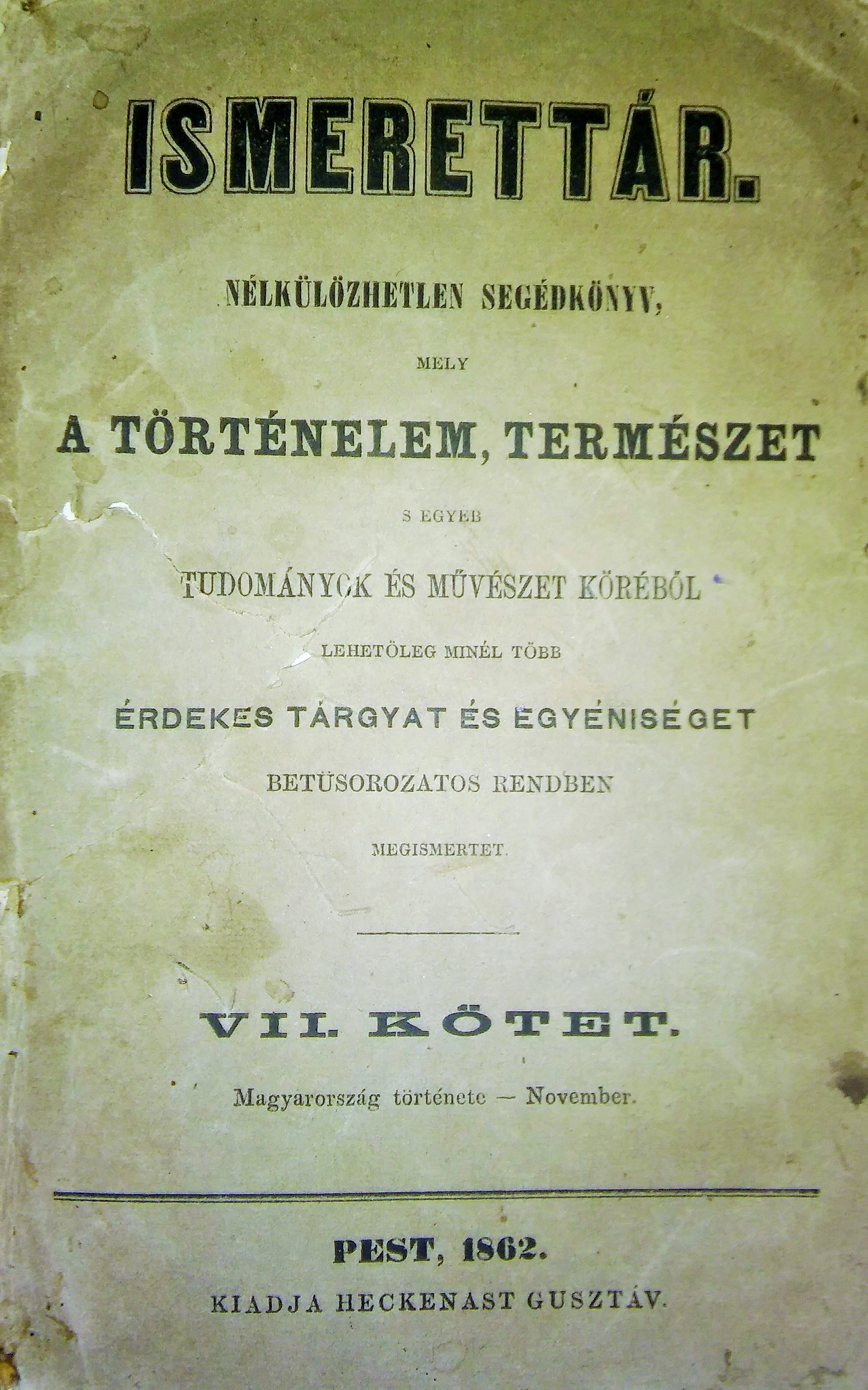
Ismerettár VII. kötet

A Pesten Heckenast Gusztáv kiadásában 1859 és 1864 között megjelent nagy terjedelmű alkotás 10 kötetben, 4216 oldal terjedelemben dolgozta fel a különböző ismereti ágakat. A műnek fakszimile kiadása máig nincs, azonban a Google Books oldaláról a kötetek elektronikus formában ingyenesen elérhetőek, ld. alább.

## Kötetbeosztás
Az egyes kötetek a következők voltak:
| Kötetszám   | Kötetcím                          | Kiadási év | Hasábszám | Elektronikus elérés |
| ----------- | --------------------------------- | ---------- | --------- | ------------------- |
| I. kötet    | A – Beszterczebánya               | 1859       | 992       |                     |
| II. kötet   | Betáblázás – Choliambus           | 1859       | 860       |                     |
| III. kötet  | Cholula – Drezda                  | 1860       | 764       |                     |
| IV. kötet   | Drina – Feretrius                 | 1861       | 736       |                     |
| V. kötet    | Ferguson – Hermann                | 1862       | 768       |                     |
| VI. kötet   | Hermann – Magyar korona           | 1862       | 744       |                     |
| VII. kötet  | Magyarország története – November | 1862       | 768       |                     |
| VIII. kötet | Növények – Ptolemaeusok           | 1862       | 764       |                     |
| IX. kötet   | Ptolemaeus – Szárd nyelv          | 1863       | 828       |                     |
| X. kötet    | Szász Károly – Zwingli            | 1864       | 852       |                     |